# ジュリー・ホームズ
ジュリー・リン・ホームズ（英語: Julie Lynn Holmes、1951年3月23日 -）は、アメリカ合衆国出身のフィギュアスケート選手（女子シングル）。1972年札幌オリンピックアメリカ合衆国代表。

## 経歴
- 1970年世界フィギュアスケート選手権3位。
- 1971年世界フィギュアスケート選手権2位。
- 札幌オリンピック4位
- コンパルソリーを得意としていた。

## 主な戦績
| 大会/年      | 1967-68 | 1968-69 | 1969-70 | 1970-71 | 1971-72 |
| ------------ | ------- | ------- | ------- | ------- | ------- |
| オリンピック |         |         |         |         | 4       |
| 世界選手権   |         | 4       | 3       | 2       |         |
| 全米選手権   | 6       | 2       | 2       | 2       | 2       |